# 1984年商業太空發射法
1984年商業太空發射法（英語：Commercial Space Launch Act of 1984）是一部美國聯邦法律，旨在促進私營企業的航太和航天技术商業化。美國國會法提出了從資訊技術服務、遙感技術和電信行業獲得創業企業提供的創新設備和服務的要求。該法承認美國私營部門有能力開發商業運載火箭、軌道衛星，並經營私營發射場和服務。該法還將監督和協調商業發射、頒發執照和許可證以及促進安全標準的職責交給了運輸部部長。
H.R.3942法案由國會第98届會議頒佈，並於1984年10月30日由美國第40任總統隆納·雷根簽署。